# Gagnepainia
Gagnepainia es un género de plantas con flores perteneciente a la familia Zingiberaceae. Comprende tres especies.

## Especies seleccionadas
- Gagnepainia godefroyi
- Gagnepainia harmandii
- Gagnepainia thoreliana